# داستين بيكسلر
داستين بيكسلر (بالإنجليزية: Dustin Bixler)‏ هو لاعب كرة قدم أمريكي، ولد في 21 ديسمبر 1982 في Mechanicsburg, Pennsylvania ‏ في الولايات المتحدة. لعب مع نادي بان.

## وصلات خارجية
- داستين بيكسلر على موقع قاعدة بيانات كرة القدم.إي يو (الإنجليزية)